# 55 Leonis
55 Leonis är en gulvit stjärna i huvudserien i stjärnbilden Lejonet.
55 Leonis har visuell magnitud +5,93 och är svagt synlig för blotta ögat vid god seeing. Den befinner sig på ett avstånd av ungefär 145 ljusår.